# Ridder en jonkvrouw
Ridder en jonkvrouw is een hoorspel van Paul Biegel. De NCRV zond het uit in het programma Literama-donderdag op donderdag 4 oktober 1979. Het was het eerste in een reeks luisterspelen over kinderen. De regisseur was Johan Wolder. De uitzending duurde 18 minuten.

## Rolbezetting
- Dogi Rugani (mevrouw Wenkebach)
- Vincent Meyer (Jacob Koppes)
- Marja Lieuwen (moeder van Koppes)
- Rein Edzard (vader van Koppes)

## Inhoud
In dit hoorspel vraagt de auteur zich met een licht ironische glimlach om de lippen af op het wel altijd zo nodig is dat ouders precies weten waar hun kinderen zijn en wat ze uitspoken…